# BMW R 60/2
BMW R 60 – produkowany od 1960 do 1969 dwucylindrowy (bokser) motocykl firmy BMW jako następca modelu R 60.

## Konstrukcja
Dwucylindrowy górnozaworowy silnik z jednym wałkiem rozrządu napędzanym kołem zębatym, w układzie bokser o mocy 30 KM wbudowany wzdłużnie i zasilany 2 gaźnikami Bing 1/24/95 - 1/24/96 o średnicy gardzieli 24 mm. Suche sprzęgło jednotarczowe połączone z 4-biegową, nożnie sterowaną skrzynią biegów. Napęd koła tylnego wałem Kardana. Rama ze spawanych elektrycznie rur stalowych z zawieszeniem wahaczowym obu kół. Z przodu i tyłu zastosowano hamulce bębnowe o średnicy 200 mm.  Prędkość maksymalna 150 km/h.